# 北京市平谷区第三中学
北京市平谷区第三中学，1983年建校，位于北京市平谷区。是北京市的一所重点初中学校，现有教学班52个，在校学生2900余人，

## 办学规模
北京市平谷区第三中学位于平谷区文化南街5号，占地面积30000余平方米，建筑面积11922平方米。学校拥有一栋行政楼，四栋教学楼，一栋实验楼，一座标准塑胶操场，一栋宿舍楼。2016年，北京市平谷区第三中学加入北京市平谷中学教育集团。现任校长宋子兴。